# Кеншокинский сельский округ
Кеншокинский  сельский округ — административно-территориальное образование в Шетском районе Карагандинской области.
По состоянию на 1989 год существовал Кеншокинский сельский совет (села Байназар, Батистау, Нура) Актогайский район, которая позже была передана в состав Шетский район.

## Состав
| Населённый пункт | Население, лиц (1989) | Население, лиц (1999) | Население, лиц (2009) |
| ---------------- | --------------------- | --------------------- | --------------------- |
| Байназар, село   | 132                   | -                     | -                     |
| Батыстау, село   | 142                   | 281                   | -                     |
| Нура, село       | 888                   | 827                   | 859                   |

Ликвидированное в 2007 году село — Батыстау.

### Зимовки
- с.Hура
  1. зимовка Акатан
  2. зимовка Амантай
  3. зимовка Байназар
  4. зимовка Жайсан
  5. зимовка Жасканат
  6. зимовка Кулеке
  7. зимовка Какпантас
  8. зимовка Муздыбулак
  9. зимовка Мынкауга
  10. зимовка Орташокы
  11. зимовка Сарыколь
  12. зимовка Сарыозек 1
  13. зимовка Сарыозек 2
  14. зимовка Сасыкбулак
  15. зимовка Тайлак
- с.Батыстау
  1. зимовка Акирек
  2. зимовка Донгелек
  3. зимовка Караш
  4. зимовка Каскар
  5. зимовка Койтас
  6. зимовка Кунанбай
  7. зимовка Узынбулак[3]

## Население
Население — 859 человек (2009; 1108 в 1999; 1162 в 1989).

## Экономика
Севернее села Нура (Шетский район) в 5 км на территории сельского округа у гор Алмалы открыта разработка месторождения меди Алмалы.

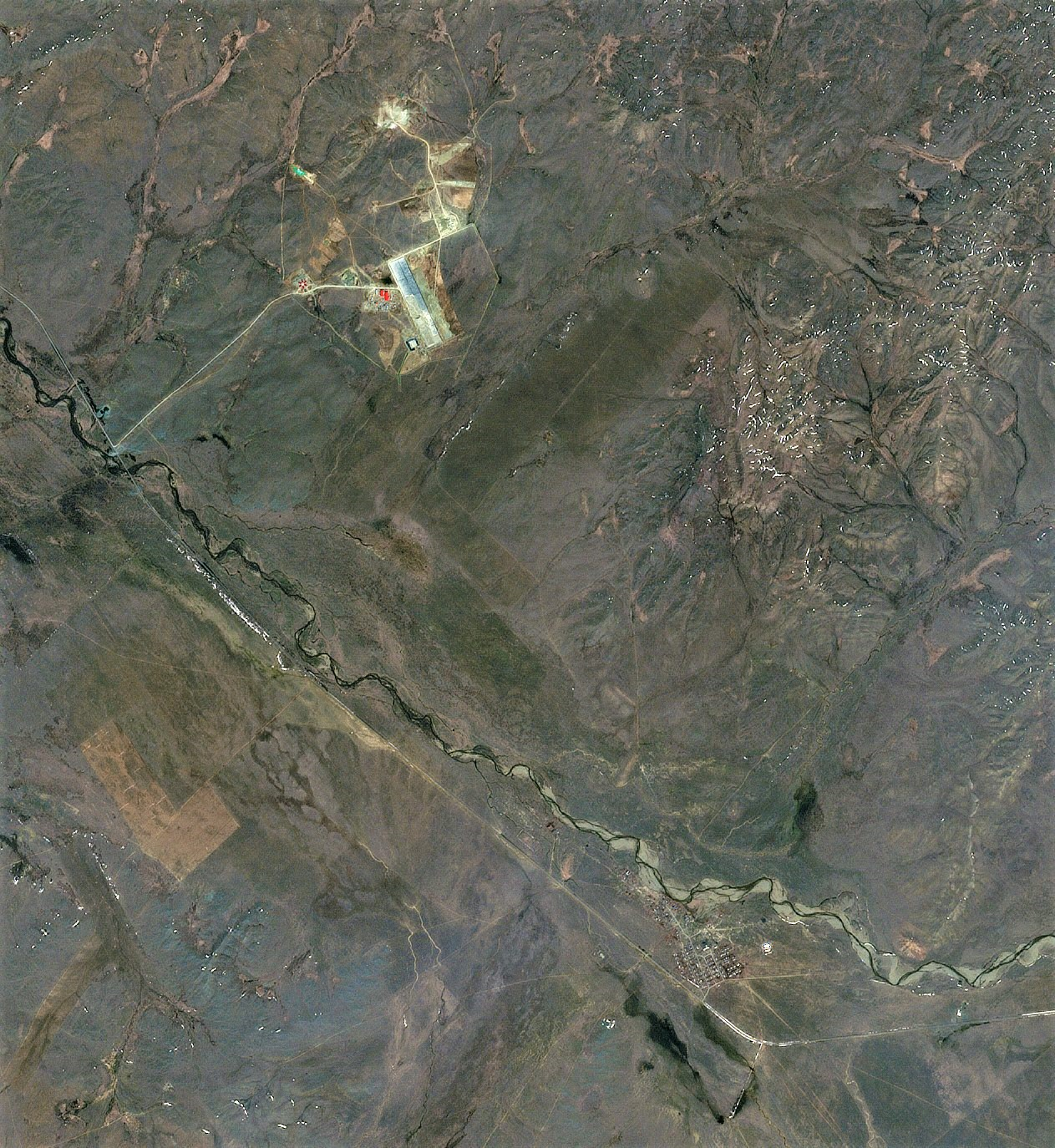
Село Нура в правом нижнем углу снимка, месторождение Алмалы в правом верхнем углу; снимок спутника Европейского космического агентства Sentinel-2, разрешение 10 м, цвета близкие к натуральным, дата съемки 12 апреля 2018 года